# Томмі Ременгесау
Томас Есанг Ременгесау (англ. Thomas Esang Remengesau; нар. 29 лютого 1956) — палауський політик, шостий (2001–2009) та восьмий (17 січня 2013 — 21 січня 2021) президент Палау. З 1 січня 1993 до січня 2001 року обіймав посаду віцепрезидента Палау.

## Біографія
Ременгесау був одним із восьми дітей у сім'ї. Батько Томмі, Томас Ременгесау-старший, двічі обіймав посаду виконувача обов'язків президента Палау.
Ременгесау-молодший прийшов у політику 1984 року як сенатор Палау. 1993 року він став віцепрезидентом, а 2001 року був обраний президентом. 2004 року був переобраний на другий термін і обіймав посаду до 2009 року.
На виборах 6 листопада 2012 року втретє обраний президентом і вступив на посаду 17 січня 2013 року.